# Reszniate
Reszniate (ukr. Рошняте, Rześniate) – wieś na Ukrainie w rejonie rożniatowskim obwodu iwanofrankiwskiego.